# James Hiller
James Patric Hiller (* 10. Januar 1985 in Celle) ist ein deutscher Schriftsteller.

## Leben
James Hiller studierte Informationsmanagement an der Hochschule Hannover und Informationswissenschaft an der Universität Hildesheim. 2013 arbeitete er als politischer Mitarbeiter beim SPD-Parteivorstand. Zuvor war er als freier Journalist tätig: Im Jahr 2006 gewann Hiller den Schreibwettbewerb „Jung & Glücklich in Niedersachsen?“ der Jungen Presse Niedersachsen. Seine beiden Erzählungen Twinking und Worstory erschienen 2017 bzw. 2020 im Brighton Verlag.
Er ist Mitglied im Verband deutscher Schriftstellerinnen und Schriftsteller (VS) in Berlin.

## Werke
- Twinking. Brighton Verlag, Framersheim 2017, ISBN 978-3-95876-628-0 (2., überarbeitete Auflage 2019).
- Worstory. Brighton Verlag, Framersheim 2020, ISBN 978-3-95876-659-4.